# 沙溪镇 (新昌县)
沙溪镇，中国浙江省绍兴市新昌县下辖的一个镇。

## 辖区
该镇辖有：	剡界岭村、孙家田村、沙溪村、王家年村、真诏村、上徐村、唐家坪村、淦坑村、生田村、开口岩村、新宅村、上蔡岙村、下蔡岙村、竺家坑村、马菊田村、黄坑村、董村、